# Gustav Jacobsthal
Pour les articles homonymes, voir Jacobsthal.
Gustav Jacobsthal, né le 14 mars 1845 à Pyrzyce et mort le 9 novembre 1912 à Berlin, est un musicologue spécialiste de l'histoire de la polyphonie du Moyen Âge et du chant grégorien. Il a été le pédagogue de plusieurs personnalités lors de son passage en Alsace tels que : Guillaume Riff, François-Xavier Matthias, Joseph Victori, Albert Schweitzer... 

## Biographie
Gustav Jacobsthal est étudiant à l'université de Berlin en histoire et musique. En 1871, il soutient sa thèse de doctorant portant sur Die Mansuralnitenschrift des 12. und 13. Jahrhunderts.
Ayant reçu son habilitation, il intègre en 1875 la nouvelle université impériale de Strasbourg (la Kaiser-Wilhelms-Universität de 1872-1918) sur le poste de Privatdozent et il fonde l'Akademischer Gesang-Verain zu Strassburg, la société chorale d'étudiants. En 1897, il est nommé le premier titulaire de la chaire de musicologie de Strasbourg.  
En Alsace, il étudie le fonds d’antiphonaire de la bibliothèque municipale de Colmar et il fondera une bibliothèque musicale à l'université strasbourgeoise. 
Il devient professeur émérite en 1905.

## Œuvres
- « Die chromatische Alteration im liturgischen Gesang der abendländischen Kirche, von Gustav Jacobsthal [Texte imprimé] », In-8° , XVI-376 p., fig. et tabl., sur bnf.fr, Berlin, J. Springer, 1897
- « Die Mensuralnotenschrift des XIIten und XIIIten Jahrhunderts, von Gustav Jacobstahl... [Texte imprimé] », In-4°, V-86 p. et 14 pl., sur bnf.fr, Berlin, J. Springer, 1871